# Power Horse World Team Cup 2012

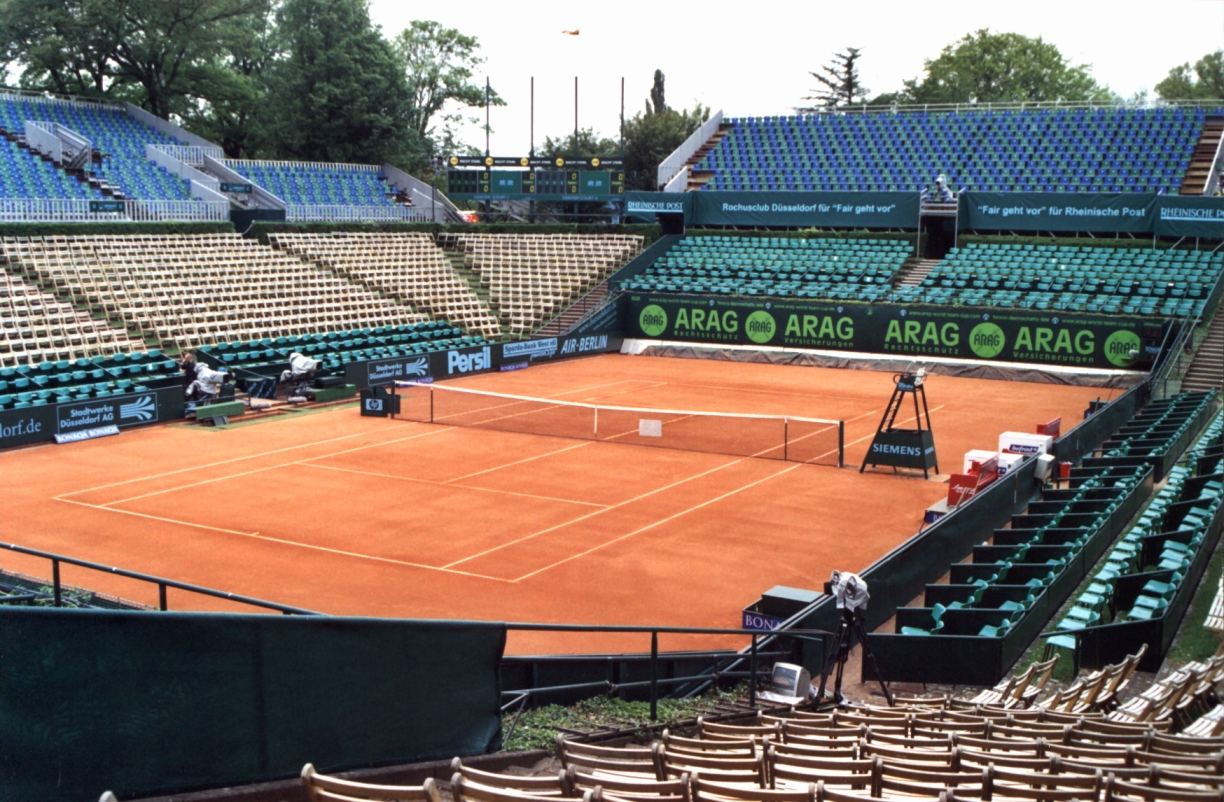
Campo del Rochusclub di Düsseldorf

La World Team Cup 2012 (Power Horse World Team Cup per motivi di sponsorizzazione) è stato un torneo di tennis giocato sulla terra rossa. È stata la 34ª edizione della World Team Cup, che fa parte della categoria 250 series nell'ambito dell'ATP World Tour 2012. Si è giocato al Rochusclub di Düsseldorf in Germania, dal 20 al 26 maggio 2012.
La detentrice del titolo era la Germania ma è arrivata seconda nel Gruppo Blu, dietro alla Serbia, e non è riuscita a raggiungere la finale.
In finale la Serbia ha sconfitto per 3-0 la Repubblica Ceca.

## Giocatori

### Gruppo rosso
Rep. Ceca
- Tomáš Berdych (#7)
- Radek Štěpánek (#25)
- František Čermák (#21 Doppio)

 Stati Uniti
- Andy Roddick (#27)
- Ryan Harrison (#57)
- James Blake (#98)

 Argentina
- Juan Ignacio Chela (#37)
- Carlos Berlocq (#38)
- Leonardo Mayer (#68)
- Juan Pablo Brzezicki (#433)

 Giappone
- Gō Soeda (#61)
- Tatsuma Itō (#70)
- Bumpei Sato (#785)

### Gruppo blu
Serbia
- Janko Tipsarević (#8)
- Viktor Troicki (#29)
- Nenad Zimonjić (#6 Doppio)

 Germania
- Philipp Kohlschreiber (#24)
- Florian Mayer (#28)
- Philipp Petzschner (#93)
- Christopher Kas (#22 Doppio)

 Russia
- Alex Bogomolov Jr. (#44)
- Dmitrij Tursunov (#86)
- Igor' Kunicyn (#87)

 Croazia
- Ivo Karlović (#60)
- Ivan Dodig (#74)
- Lovro Zovko (#89 Doppio)

## Round Robin

### Gruppo Rosso

#### Classifica
| Pos. | Paese       | Punti | Incontri | Set  |
| ---- | ----------- | ----- | -------- | ---- |
| 1    | Rep. Ceca   | 3–0   | 7–2      | 17–8 |
| 2    | Argentina   | 2–1   | 7–2      | 16–8 |
| 3    | Stati Uniti | 1–2   | 2–7      | 6–15 |
| 4    | Giappone    | 0–3   | 2–7      | 7–15 |

#### Argentina vs USA
| Argentina 3 | Düsseldorf, Germania 20 maggio 2012 Terra     | Düsseldorf, Germania 20 maggio 2012 Terra                       | Stati Uniti 0 |     |     |  |
| \| \| \| \| 1 \| 2 \| 3 \| \| \| - \| \| --------------------------------------------------------------- \| ---- \| --- \| --- \| \| \| 1 \| \| Leonardo Mayer Ryan Harrison \| 6 4 \| 5 7 \| 6 3 \| \| \| 2 \| \| Carlos Berlocq Andy Roddick \| 6 2 \| 6 2 \| \| \| \| 3 \| \| Carlos Berlocq / Juan Ignacio Chela James Blake / Ryan Harrison \| 7 62 \| 6 4 \| \| \| |                                               |                                                                 |               |     |     |  |
| |                                               |                                                                 | 1             | 2   | 3   |  |
| 1 | Argentina (bandiera) · Stati Uniti (bandiera) | Leonardo Mayer Ryan Harrison                                    | 6 4           | 5 7 | 6 3 |  |
| 2 | Argentina (bandiera) · Stati Uniti (bandiera) | Carlos Berlocq Andy Roddick                                     | 6 2           | 6 2 |     |  |
| 3 | Argentina (bandiera) · Stati Uniti (bandiera) | Carlos Berlocq / Juan Ignacio Chela James Blake / Ryan Harrison | 7 62          | 6 4 |     |  |

#### Repubblica Ceca vs Giappone
| Rep. Ceca 2 | Düsseldorf, Germania 20 maggio–21 maggio 2012 Terra | Düsseldorf, Germania 20 maggio–21 maggio 2012 Terra      | Giappone 1 |      |     |  |
| \| \| \| \| 1 \| 2 \| 3 \| \| \| - \| \| -------------------------------------------------------- \| --- \| ---- \| --- \| \| \| 1 \| \| Radek Štěpánek Tatsuma Itō \| 6 3 \| 4 6 \| 4 6 \| \| \| 2 \| \| Tomáš Berdych Gō Soeda \| 6 1 \| 3 6 \| 6 1 \| \| \| 3 \| \| František Čermák / Radek Štěpánek Tatsuma Itō / Gō Soeda \| 6 2 \| 7 65 \| \| \| |                                                     |                                                          |            |      |     |  |
| |                                                     |                                                          | 1          | 2    | 3   |  |
| 1 | Rep. Ceca (bandiera) · Giappone (bandiera)          | Radek Štěpánek Tatsuma Itō                               | 6 3        | 4 6  | 4 6 |  |
| 2 | Rep. Ceca (bandiera) · Giappone (bandiera)          | Tomáš Berdych Gō Soeda                                   | 6 1        | 3 6  | 6 1 |  |
| 3 | Rep. Ceca (bandiera) · Giappone (bandiera)          | František Čermák / Radek Štěpánek Tatsuma Itō / Gō Soeda | 6 2        | 7 65 |     |  |

#### Argentina vs Giappone
| Argentina 3 | Düsseldorf, Germania 22 maggio–23 maggio 2012 Terra | Düsseldorf, Germania 22 maggio–23 maggio 2012 Terra                 | Giappone 0 |     |      |  |
| \| \| \| \| 1 \| 2 \| 3 \| \| \| - \| \| ------------------------------------------------------------------- \| ---- \| --- \| ---- \| \| \| 1 \| \| Leonardo Mayer Tatsuma Itō \| 6 4 \| 6 4 \| \| \| \| 2 \| \| Carlos Berlocq Gō Soeda \| 6 3 \| 6 4 \| \| \| \| 3 \| \| Juan Pablo Brzezicki / Juan Ignacio Chela Tatsuma Itō / Bumpei Sato \| 63 7 \| 6 1 \| 10 7 \| \| |                                                     |                                                                     |            |     |      |  |
| |                                                     |                                                                     | 1          | 2   | 3    |  |
| 1 | Argentina (bandiera) · Giappone (bandiera)          | Leonardo Mayer Tatsuma Itō                                          | 6 4        | 6 4 |      |  |
| 2 | Argentina (bandiera) · Giappone (bandiera)          | Carlos Berlocq Gō Soeda                                             | 6 3        | 6 4 |      |  |
| 3 | Argentina (bandiera) · Giappone (bandiera)          | Juan Pablo Brzezicki / Juan Ignacio Chela Tatsuma Itō / Bumpei Sato | 63 7       | 6 1 | 10 7 |  |

#### Repubblica Ceca vs USA
| Rep. Ceca 3 | Düsseldorf, Germania 22 maggio–23 maggio 2012 Terra | Düsseldorf, Germania 22 maggio–23 maggio 2012 Terra            | Stati Uniti 0 |     |      |  |
| \| \| \| \| 1 \| 2 \| 3 \| \| \| - \| \| -------------------------------------------------------------- \| ---- \| --- \| ---- \| \| \| 1 \| \| Tomáš Berdych Andy Roddick \| 6 1 \| 6 2 \| \| \| \| 2 \| \| Radek Štěpánek James Blake \| 6 2 \| 6 1 \| \| \| \| 3 \| \| František Čermák / Radek Štěpánek Andy Roddick / Ryan Harrison \| 7 65 \| 5 7 \| 10 8 \| \| |                                                     |                                                                |               |     |      |  |
| |                                                     |                                                                | 1             | 2   | 3    |  |
| 1 | Rep. Ceca (bandiera) · Stati Uniti (bandiera)       | Tomáš Berdych Andy Roddick                                     | 6 1           | 6 2 |      |  |
| 2 | Rep. Ceca (bandiera) · Stati Uniti (bandiera)       | Radek Štěpánek James Blake                                     | 6 2           | 6 1 |      |  |
| 3 | Rep. Ceca (bandiera) · Stati Uniti (bandiera)       | František Čermák / Radek Štěpánek Andy Roddick / Ryan Harrison | 7 65          | 5 7 | 10 8 |  |

#### Repubblica Ceca vs Argentina
| Rep. Ceca 2 | Düsseldorf, Germania 24 maggio–25 maggio 2012 Terra | Düsseldorf, Germania 24 maggio–25 maggio 2012 Terra               | Argentina 1 |      |      |  |
| \| \| \| \| 1 \| 2 \| 3 \| \| \| - \| \| ----------------------------------------------------------------- \| ---- \| ---- \| ---- \| \| \| 1 \| \| Tomáš Berdych Carlos Berlocq \| 6 1 \| 62 7 \| 6 3 \| \| \| 2 \| \| Radek Štěpánek Leonardo Mayer \| 7 64 \| 5 7 \| 4 6 \| \| \| 3 \| \| František Čermák / Radek Štěpánek Carlos Berlocq / Leonardo Mayer \| 6 4 \| 4 6 \| 10 3 \| \| |                                                     |                                                                   |             |      |      |  |
| |                                                     |                                                                   | 1           | 2    | 3    |  |
| 1 | Rep. Ceca (bandiera) · Argentina (bandiera)         | Tomáš Berdych Carlos Berlocq                                      | 6 1         | 62 7 | 6 3  |  |
| 2 | Rep. Ceca (bandiera) · Argentina (bandiera)         | Radek Štěpánek Leonardo Mayer                                     | 7 64        | 5 7  | 4 6  |  |
| 3 | Rep. Ceca (bandiera) · Argentina (bandiera)         | František Čermák / Radek Štěpánek Carlos Berlocq / Leonardo Mayer | 6 4         | 4 6  | 10 3 |  |

#### USA vs Giappone
| Stati Uniti 2 | Düsseldorf, Germania 24 maggio Terra         | Düsseldorf, Germania 24 maggio Terra                  | Giappone 1 |      |      |  |
| \| \| \| \| 1 \| 2 \| 3 \| \| \| - \| \| ----------------------------------------------------- \| --- \| ---- \| ---- \| \| \| 1 \| \| Andy Roddick Gō Soeda \| 5 7 \| 65 7 \| \| \| \| 2 \| \| Ryan Harrison Tatsuma Itō \| 6 2 \| 7 65 \| \| \| \| 3 \| \| James Blake / Ryan Harrison Tatsuma Itō / Bumpei Sato \| 4 6 \| 6 0 \| 10 3 \| \| |                                              |                                                       |            |      |      |  |
| |                                              |                                                       | 1          | 2    | 3    |  |
| 1 | Stati Uniti (bandiera) · Giappone (bandiera) | Andy Roddick Gō Soeda                                 | 5 7        | 65 7 |      |  |
| 2 | Stati Uniti (bandiera) · Giappone (bandiera) | Ryan Harrison Tatsuma Itō                             | 6 2        | 7 65 |      |  |
| 3 | Stati Uniti (bandiera) · Giappone (bandiera) | James Blake / Ryan Harrison Tatsuma Itō / Bumpei Sato | 4 6        | 6 0  | 10 3 |  |

### Gruppo Blu

#### Classifica
| Pos. | Paese    | Punti | Incontri | Set  |
| ---- | -------- | ----- | -------- | ---- |
| 1    | Serbia   | 3–0   | 6–3      | 12–7 |
| 2    | Germania | 2–1   | 7–2      | 15–6 |
| 3    | Russia   | 1–2   | 3–6      | 7–13 |
| 4    | Croazia  | 0–3   | 2–7      | 6–14 |

#### Croazia vs Serbia
| Croazia 1 | Düsseldorf, Germania 20 maggio-21 maggio 2012 Terra | Düsseldorf, Germania 20 maggio-21 maggio 2012 Terra      | Serbia 2 |      |   |  |
| \| \| \| \| 1 \| 2 \| 3 \| \| \| - \| \| -------------------------------------------------------- \| ---- \| ---- \| - \| \| \| 1 \| \| Ivan Dodig Viktor Troicki \| 3 6 \| 63 7 \| \| \| \| 2 \| \| Lovro Zovko Janko Tipsarević \| 0 6 \| 0 6 \| \| \| \| 3 \| \| Ivan Dodig / Lovro Zovko Viktor Troicki / Nenad Zimonjić \| 7 65 \| 7 64 \| \| \| |                                                     |                                                          |          |      |   |  |
| |                                                     |                                                          | 1        | 2    | 3 |  |
| 1 | Croazia (bandiera) · Serbia (bandiera)              | Ivan Dodig Viktor Troicki                                | 3 6      | 63 7 |   |  |
| 2 | Croazia (bandiera) · Serbia (bandiera)              | Lovro Zovko Janko Tipsarević                             | 0 6      | 0 6  |   |  |
| 3 | Croazia (bandiera) · Serbia (bandiera)              | Ivan Dodig / Lovro Zovko Viktor Troicki / Nenad Zimonjić | 7 65     | 7 64 |   |  |

#### Germania vs Russia
| Germania 3 | Düsseldorf, Germania 20 maggio–21 maggio 2012 Terra | Düsseldorf, Germania 20 maggio–21 maggio 2012 Terra              | Russia 0 |      |      |  |
| \| \| \| \| 1 \| 2 \| 3 \| \| \| - \| \| ---------------------------------------------------------------- \| --- \| ---- \| ---- \| \| \| 1 \| \| Philipp Kohlschreiber Alex Bogomolov Jr. \| 6 0 \| 6 2 \| \| \| \| 2 \| \| Florian Mayer Igor' Andreev \| 6 2 \| 7 68 \| \| \| \| 3 \| \| Christopher Kas / Florian Mayer Igor' Kunicyn / Dmitrij Tursunov \| 6 4 \| 3 6 \| 10 8 \| \| |                                                     |                                                                  |          |      |      |  |
| |                                                     |                                                                  | 1        | 2    | 3    |  |
| 1 | Germania (bandiera) · Russia (bandiera)             | Philipp Kohlschreiber Alex Bogomolov Jr.                         | 6 0      | 6 2  |      |  |
| 2 | Germania (bandiera) · Russia (bandiera)             | Florian Mayer Igor' Andreev                                      | 6 2      | 7 68 |      |  |
| 3 | Germania (bandiera) · Russia (bandiera)             | Christopher Kas / Florian Mayer Igor' Kunicyn / Dmitrij Tursunov | 6 4      | 3 6  | 10 8 |  |

#### Croazia vs Germania
| Croazia 0 | Düsseldorf, Germania 22 maggio–23 maggio 2012 Terra | Düsseldorf, Germania 22 maggio–23 maggio 2012 Terra           | Germania 3 |     |      |  |
| \| \| \| \| 1 \| 2 \| 3 \| \| \| - \| \| ------------------------------------------------------------- \| --- \| --- \| ---- \| \| \| 1 \| \| Ivan Dodig Florian Mayer \| 1 6 \| 1 6 \| \| \| \| 2 \| \| Lovro Zovko Philipp Kohlschreiber \| 2 6 \| 6 7 \| \| \| \| 3 \| \| Ivan Dodig / Lovro Zovko Philipp Petzschner / Christopher Kas \| 4 6 \| 6 1 \| 3 10 \| \| |                                                     |                                                               |            |     |      |  |
| |                                                     |                                                               | 1          | 2   | 3    |  |
| 1 | Croazia (bandiera) · Germania (bandiera)            | Ivan Dodig Florian Mayer                                      | 1 6        | 1 6 |      |  |
| 2 | Croazia (bandiera) · Germania (bandiera)            | Lovro Zovko Philipp Kohlschreiber                             | 2 6        | 6 7 |      |  |
| 3 | Croazia (bandiera) · Germania (bandiera)            | Ivan Dodig / Lovro Zovko Philipp Petzschner / Christopher Kas | 4 6        | 6 1 | 3 10 |  |

#### Serbia vs Russia
| Serbia 2 | Düsseldorf, Germania 22 maggio–23 maggio 2012 Terra | Düsseldorf, Germania 22 maggio–23 maggio 2012 Terra             | Russia 1 |     |   |  |
| \| \| \| \| 1 \| 2 \| 3 \| \| \| - \| \| --------------------------------------------------------------- \| --- \| --- \| - \| \| \| 1 \| \| Janko Tipsarević Alex Bogomolov Jr. \| 6 1 \| 6 3 \| \| \| \| 2 \| \| Viktor Troicki Dmitrij Tursunov \| 6 3 \| 6 2 \| \| \| \| 3 \| \| Miki Jankovic / Nenad Zimonjić Dmitrij Tursunov / Igor' Kunicyn \| 5 7 \| 6 7 \| \| \| |                                                     |                                                                 |          |     |   |  |
| |                                                     |                                                                 | 1        | 2   | 3 |  |
| 1 | Serbia (bandiera) · Russia (bandiera)               | Janko Tipsarević Alex Bogomolov Jr.                             | 6 1      | 6 3 |   |  |
| 2 | Serbia (bandiera) · Russia (bandiera)               | Viktor Troicki Dmitrij Tursunov                                 | 6 3      | 6 2 |   |  |
| 3 | Serbia (bandiera) · Russia (bandiera)               | Miki Jankovic / Nenad Zimonjić Dmitrij Tursunov / Igor' Kunicyn | 5 7      | 6 7 |   |  |

#### Serbia vs Germania
| Serbia 2 | Düsseldorf, Germania 24 maggio–25 maggio 2012 Terra | Düsseldorf, Germania 24 maggio–25 maggio 2012 Terra                 | Germania 1 |     |     |  |
| \| \| \| \| 1 \| 2 \| 3 \| \| \| - \| \| ------------------------------------------------------------------- \| --- \| --- \| --- \| \| \| 1 \| \| Janko Tipsarević Philipp Kohlschreiber \| 6 4 \| 3 6 \| 7 5 \| \| \| 2 \| \| Viktor Troicki Florian Mayer \| 7 6 \| 6 3 \| \| \| \| 3 \| \| Miki Jankovic / Nenad Zimonjić Christopher Kas / Philipp Petzschner \| 4 6 \| 4 6 \| \| \| |                                                     |                                                                     |            |     |     |  |
| |                                                     |                                                                     | 1          | 2   | 3   |  |
| 1 | Serbia (bandiera) · Germania (bandiera)             | Janko Tipsarević Philipp Kohlschreiber                              | 6 4        | 3 6 | 7 5 |  |
| 2 | Serbia (bandiera) · Germania (bandiera)             | Viktor Troicki Florian Mayer                                        | 7 6        | 6 3 |     |  |
| 3 | Serbia (bandiera) · Germania (bandiera)             | Miki Jankovic / Nenad Zimonjić Christopher Kas / Philipp Petzschner | 4 6        | 4 6 |     |  |

#### Russia vs Croazia
| Serbia 2 | Düsseldorf, Germania 24 maggio–25 maggio 2012 Terra | Düsseldorf, Germania 24 maggio–25 maggio 2012 Terra       | Russia 1 |     |      |  |
| \| \| \| \| 1 \| 2 \| 3 \| \| \| - \| \| --------------------------------------------------------- \| ------ \| --- \| ---- \| \| \| 1 \| \| Alex Bogomolov Jr. Lovro Zovko \| 6 4 \| 6 2 \| \| \| \| 2 \| \| Igor' Kunicyn Ivan Dodig \| 6(0) 7 \| 4 6 \| \| \| \| 3 \| \| Igor' Kunicyn / Dmitrij Tursunov Ivan Dodig / Lovro Zovko \| 2 6 \| 6 3 \| 10 3 \| \| |                                                     |                                                           |          |     |      |  |
| |                                                     |                                                           | 1        | 2   | 3    |  |
| 1 | Serbia (bandiera) · Russia (bandiera)               | Alex Bogomolov Jr. Lovro Zovko                            | 6 4      | 6 2 |      |  |
| 2 | Serbia (bandiera) · Russia (bandiera)               | Igor' Kunicyn Ivan Dodig                                  | 6(0) 7   | 4 6 |      |  |
| 3 | Serbia (bandiera) · Russia (bandiera)               | Igor' Kunicyn / Dmitrij Tursunov Ivan Dodig / Lovro Zovko | 2 6      | 6 3 | 10 3 |  |

## Finale

### Repubblica Ceca vs Serbia
| Rep. Ceca 0 | Düsseldorf, Germania 26 maggio 2012 Terra | Düsseldorf, Germania 26 maggio 2012 Terra                        | Serbia 3 |      |     |  |
| \| \| \| \| 1 \| 2 \| 3 \| \| \| - \| \| ---------------------------------------------------------------- \| --- \| ---- \| --- \| \| \| 1 \| \| Tomáš Berdych Janko Tipsarević \| 5 7 \| 68 7 \| \| \| \| 2 \| \| Radek Štěpánek Viktor Troicki \| 6 2 \| 4 6 \| 3 6 \| \| \| 3 \| \| Tomáš Berdych / Radek Štěpánek Janko Tipsarević / Nenad Zimonjić \| 3 6 \| 1 6 \| \| \| |                                           |                                                                  |          |      |     |  |
| |                                           |                                                                  | 1        | 2    | 3   |  |
| 1 | Rep. Ceca (bandiera) · Serbia (bandiera)  | Tomáš Berdych Janko Tipsarević                                   | 5 7      | 68 7 |     |  |
| 2 | Rep. Ceca (bandiera) · Serbia (bandiera)  | Radek Štěpánek Viktor Troicki                                    | 6 2      | 4 6  | 3 6 |  |
| 3 | Rep. Ceca (bandiera) · Serbia (bandiera)  | Tomáš Berdych / Radek Štěpánek Janko Tipsarević / Nenad Zimonjić | 3 6      | 1 6  |     |  |